# Modesta Goicouría y Cabrera
Modesta Goicouría y Cabrera (La Habana, 22 de junio de 1812- La Coruña, 15 de mayo de 1889) fue una empresaria y filántropa cubana, benefactora de la ciudad de La Coruña.

## Datos biográficos
Modesta Goicouría y Cabrera nació en La Habana, Cuba. Hija de Valentín Goicouría Casales, natural de Bilbao, que emigró a Cuba en 1803 y de la habanera María del Tránsito Cabrera y Martínez. El matrimonio tuvo 10 hijos y se dedicó principalmente al comercio de esclavos.
En el año 1823 la familia Goicouría Cabrera se trasladó a la metrópoli española motivada por la actividad comercial del progenitor y los lazos familiares. Se estableció primeramente en Bilbao y en abril de 1823 arribó a La Coruña. Poco después regresaron a Cuba, donde continuaron acrecentando una gran fortuna como hacendados y comerciantes.
A los 21 años, el 15 de junio de 1833, Modesta contrajo matrimonio con el empresario coruñés Juan Menéndez Fuertes.  En 1836, instalados en la ciudad de La Coruña, el matrimonio vivió en el número 40 de la céntrica calle Real. La pareja Menéndez-Goicouría tuvo cinco hijos: Felipe, Modesta, Valentín, Teresa y Juan. Desde su llegada a la ciudad, el matrimonio participó de la actividad económica, social y cultural de la población.
A sus 39 años, Modesta quedó viuda y fue la tutora, curadora y administradora de los bienes de su difunto esposo. En la época, las viudas de los comerciantes volvían a contraer matrimonio para lograr arreglar la situación financiera de los hijos del primer enlace y así evitar posibles pleitos familiares. Modesta contrajo segundas nupcias en la Iglesia de San Jorge el 30 de agosto de 1854 con Eusebio da Guarda, apoderado de su empresa "Viuda de J. Menéndez,". Él tenía entonces 30 años y ella 42. El matrimonio no tuvo hijos. 
Enferma durante mucho tiempo, falleció en su casa de la calle Real de La Coruña el 15 de mayo de 1889. Al día siguiente, el Diario de Avisos, en su página dos, recordaba a Modesta como una mujer que "socorría con mano generosa a cuantas personas se le acercaban".

## Filantropía
Modesta, desde marzo de 1839 fue miembro del grupo de la Asociación de Señoras que colaboraba con la Junta municipal de Beneficencia en la organización de funciones de ópera, teatro y bailes con la finalidad de recaudar fondos para el Hospital de Caridad y Casa de Expósitos. 
Junto a su segundo marido, Eusebio Da Guarda desarrolló una importante labor filantrópica, invirtiendo una gran parte de su fortuna en la construcción de edificios para la ciudad, como la capilla de San Andrés, con la condición de que ambos pudiesen ser enterrados en ella, algo que fue respetado. También promovieron la edificación del Instituto de Segunda Enseñanza, conocido como IES Eusebio Da Guarda, en lo que hoy es la Plaza de Pontevedra. 
Asimismo, alrededor del año 1861, invirtieron en la construcción de la casa de recreo de Palavea, en el Ayuntamiento de Oza, respondiendo al expreso deseo de Modesta.  
En su testamento, dejó al Hospital de Caridad y al Asilo de Mendicidad 4.000 reales a cada uno; además de otros 4.000 a los conventos de monjas de la ciudad, 3.000 para los pobres vergonzantes y 1.000 para los de solemnidad.

## Reconocimientos póstumos
Modesta Goicouría y Cabrera cuenta con una céntrica calle en la ciudad de La Coruña que lleva su nombre. Esta se encuentra ubicada a un costado del IES Eusebio Da Guarda y muy cerca de la Plaza de Pontevedra.